# Lijst van beschermd erfgoed in Dalhem
Onderstaande tabel geeft een overzicht van de beschermde erfgoederen in de gemeente Dalhem. Het beschermd erfgoed maakt deel uit van het cultureel erfgoed in België.
| Object | Bouwjaar/architect | Deelgemeente | Adres                                       | Coördinaten                   | Nummer?                | Afbeelding                                                                   |
| --- | ------------------ | ------------ | ------------------------------------------- | ----------------------------- | ---------------------- | ---------------------------------------------------------------------------- |
| Resten (muren) van het kasteel (van de graven van Dalhem) |                    | Dalhem       | rue Général Thys, n°29 (M) et alentours (S) | 50° 42' 45" NB, 5° 43' 28" OL | 62027-CLT-0001-01 Info |                                                                              |
| Kasteelhoeve en de muur van de schuur van de aangrenzende eigendommen, die rond de gesloten binnenplaats van het kasteel liggen, rue de l'Eglise, n°1 (M) en alentours (S)                            |                    | Bolbeek      |                                             | 50° 43' 49" NB, 5° 44' 23" OL | 62027-CLT-0002-01 Info |                                                                              |
| Het koor en de toren van de Sint-Jan-de-Doperkerk |                    | Bolbeek      |                                             | 50° 43' 50" NB, 5° 44' 37" OL | 62027-CLT-0003-01 Info |                                                                              |
| De Sint-Jan-de-Doperkerk |                    | Bolbeek      |                                             | 50° 43' 50" NB, 5° 44' 36" OL | 62027-CLT-0004-01 Info | De Sint-Jan-de-Doperkerk                                                     |
| Het oude kasteel van de graven van Borchgrave, momenteel een openbare school |                    | Berneau      | rue des Bruyères, n°5                       | 50° 44' 35" NB, 5° 43' 46" OL | 62027-CLT-0005-01 Info | Het oude kasteel van de graven van Borchgrave, momenteel een openbare school |
| Tot de site behoort de oude vesting van Berneau, de pastorie (Rue de Maestricht, nr. 7) en het land eromheen                                                                                          |                    | Berneau      | Rue de Maestricht, nr. 7                    | 50° 44' 34" NB, 5° 43' 42" OL | 62027-CLT-0006-01 Info |                                                                              |
| De kapel van het Heilig Kruis of van het Graf |                    | Bolbeek      |                                             | 50° 43' 33" NB, 5° 44' 19" OL | 62027-CLT-0007-01 Info |                                                                              |
| De linde genaamd “appelboom” aan de Chemin du Sart |                    | Weerst       |                                             | 50° 42' 59" NB, 5° 48' 33" OL | 62027-CLT-0008-01 Info |                                                                              |
| De kerk van Saint-Pierre; toren en schip |                    | Weerst       |                                             | 50° 44' 6" NB, 5° 46' 9" OL   | 62027-CLT-0009-01 Info |                                                                              |
| Huis (gevels en daken) |                    | Bolbeek      | rue du Tilleul, n°17                        | 50° 43' 46" NB, 5° 44' 29" OL | 62027-CLT-0010-01 Info |                                                                              |
| Huis (gevels en daken), Ri d’Asse, n°33 |                    | Mortroux     | Ri d'Asse, n°33                             | 50° 42' 49" NB, 5° 45' 6" OL  | 62027-CLT-0011-01 Info |                                                                              |
| Orgel in de Sint-Servaaskerk |                    | Berneau      |                                             | 50° 44' 33" NB, 5° 43' 49" OL | 62027-CLT-0012-01 Info |                                                                              |
| Orgel van de kerk van Sainte-Lucie |                    | Mortroux     |                                             | 50° 42' 39" NB, 5° 45' 11" OL | 62027-CLT-0013-01 Info |                                                                              |
| 'Vallée du Sud' |                    | Neufchâteau  |                                             | 50° 42' 48" NB, 5° 46' 26" OL | 62027-CLT-0014-01 Info |                                                                              |
| Kasteel (gevels en daken) van Cortils à Mortier (M) en de omgeving gevormd door het kasteel en de omliggende grond aan Mortier, Trembleur et Saint-André (S) (+ BLEGNY/Mortier et Trembleur, Cortils) |                    | Saint-André  |                                             | 50° 41' 45" NB, 5° 44' 36" OL | 62027-CLT-0016-01 Info |                                                                              |